# Erasmus Reinhold
Erasmus Reinhold (Saalfeld, 22 oktober 1511 - aldaar, 19 februari 1553) was een Duitse astronoom en wiskundige. Hij speelde een belangrijke rol bij de samenstelling van sterrencatalogi en de discussie omtrent het heliocentrisch wereldbeeld van Copernicus en Galilei. Hij wordt veelal beschouwd als de meest invloedrijke astronomische leermeester van zijn generatie, toen de denkbeelden van deze beide astronomen steeds meer ingang begonnen te vinden. Hij werd geboren en overleed in Saalfeld, Thüringen, Duitsland.
Hij studeerde aan de universiteit te Wittenberg, waar hij eerst tot deken werd verkozen en later als rector werd aangesteld. In 1536 werd hij door Philipp Melanchthon benoemd tot hoogleraar in de hogere wiskunde, waaronder destijds ook de toegepaste wiskunde viel en met name de astronomie.
Zijn Prutenicae Tabulae ofwel Pruisische Tabellen werden een belangrijk hulpmiddel bij berekeningen op grond van het destijds nog betwist model van Copernicus en vormden de grondslag voor de kalenderhervorming door paus Gregorius XIII in 1582. Hij ging echter zelf nog uit van het geocentrisch wereldbeeld, mede op theologische gronden. Tevens verrichtte hij berekeningen over de afstanden naar de maan en de zon en de omvang van de aarde en deze laatste beide hemellichamen.
Zijn Pruisische Tabellen kregen een bevestiging door een juistere berekening van de conjunctie van Saturnus en Jupiter tussen 24 en 27 augustus 1563. De berekeningen volgens de methode van Copernicus uit 1543 waren een maand ernaast. De juiste berekening van de efemeriden was van groot belang voor astrologen, maar ook voor medici, want de evolutie van een koorts werd bepaald, volgens de kennis van die tijd, door de "kritische dagen", bepaald door de positie van de hemellichamen op dit tijdstip.
- Bibsys: 5087388
- Biblioteca Nacional de España: XX1085126
- Gemeinsame Normdatei: 11899901X
- International Standard Name Identifier: 0000 0001 1021 7068
- Library of Congress Control Number: n85827509
- Mathematics Genealogy Project: 126736
- Nationale Bibliotheek van Tsjechië: ola2005284298
- Nationale Bibliotheek van Israël: 987007280172805171
- Nederlandse Thesaurus van Auteursnamen: 074874209
- Réseau des bibliothèques de Suisse occidentale: 02-A028349712
- Istituto Centrale per il Catalogo Unico: BVEV024973
- LIBRIS: 248161
- SNAC: w6w970td
- Système universitaire de documentation: 08682810X
- Virtual International Authority File: 15570296
- WorldCat: E39PBJfh4FxfjYwCPjmYmXpHG3